# Spes (mytologi)
 For alternative betydninger, se Spes. (Se også artikler, som begynder med Spes)
Spes (af latin: håb) er gudinde for håb i romersk mytologi. 
Der kendes flere templer for  Spes og inscriptioner indikerer at hun var dyrket både af folket og staten.
På Forum Holitorium i Rom fandtes et  tempel indviet til  Spes under den  første puniske krig af konsul Aulus Attilius Calatinus. Spes fejredes den 1. august med en fest, Templum Spei. 
Spes afbildedes som en ungdommelig figur, i en lang klædning og med en uudsprungen blomst i højre hånd.

## Eksterne kilder og henvisninger
1. ↑  J. Rufus Fears, "The Cult of Virtues and Roman Imperial Ideology," Aufstieg und Niedergang der römischen Welt II.17.2 (1981), p. 837.

- Wikimedia Commons har flere filer relateret til Spes (mytologi)
- Clark, Mark Edward. "Spes in the Early Imperial Cult: 'The Hope of Augustus'." Numen 30.1 (1983) 80–105.